# Musa beccarii
Musa beccarii – gatunek rośliny z rodziny bananowatych (Musaceae). Rośnie w stanie dzikim w Malezji, na wyspie Borneo, w jej północnej części (stan Sabah). Pąk kwiatowy wydłużony, wąski, w kolorze jasnego szkarłatu. Owoce są zielone, cienkie.
W obrębie gatunku wyróżnia się dwie odmiany:
- Musa beccarii var. beccarii
- Musa beccarii var. hottana Häkkinen